# Круглик (озеро, Херсонская область)
Круглик или Круглое — озеро в дельте Днепра, расположенное на территории Херсонского района (Херсонская область, Украина). Площадь — 1,3 км². Тип общей минерализации — пресное. Происхождение — пойменное. Группа гидрологического режима — сточное.
Расположено в границах Нижнеднепровского национального природного парка.

## География
Длина — 1,5 км, ширина наибольшая — 1 км. Глубина наибольшая — 1,5 м. Котловина неправильной формы, вытянутая с севера на восток. Берега низменные, поросшие ивняком.
Круглик расположено в дельте Днепра. Сообщается с Днепром протоками. В озеро впадает протока Пливаха. Вытекает безымянная протока, впадающая в рукав Днепра Конка (Кардашинская Конка). Днепр с протоками образовывают речные острова, например Круглик, который на юге омывается озером Круглик. На берегах нет населённых пунктов.
Питание за счёт водообмена с Днепром. Минерализация воды — 180–300 мг/л. Прозрачность — до 1,2 м. Зимой замерзает. Дно устлано слоем чёрного сапропелевого ила.

## Природа
Вдоль берегов заросли прибрежно-водной растительности (тростник обыкновенный, рогоз узколистный, осока, диатомовые и зелёные водоросли). Встречаются редкие (краснокнижные) виды растений (рогульник, болотноцветник щитолистный, сальвиния плавающая).
Озеро место нереста ценных видов рыб. Водятся лещ, судак, тарань. Встречается ондатра.